# Every Thing Will Be Fine
Pour plus de détails, voir Fiche technique et Distribution.
Every Thing Will Be Fine est un film dramatique germano-canado-norvégien en 3-D de Wim Wenders, sorti en 2015. Le film est présenté en février hors compétition lors de la Berlinale 2015,                                                              et sa sortie en France se fait le 22 avril.

## Synopsis
Un écrivain, Tomas, tue accidentellement un enfant sur une route enneigée du Canada alors qu'il est en pleine dispute avec sa compagne. Il traverse une période sombre, quitte sa compagne, fait une tentative de suicide puis peu à peu se remet à l'écriture en utilisant cet épisode de sa vie. Ce troisième roman est un succès. Il éprouve le besoin de revoir le lieu de l'accident, de revoir la mère de l'enfant, sa maison. Il passe toute une nuit auprès d'elle qui ne cesse de lui répéter qu'il n'est pas coupable, qu'elle aurait dû surveiller ses fils. Sa carrière décolle, il se marie, a une petite belle-fille adorable, devient riche, célèbre alors que la mère de l'enfant continue à mener une existence modeste, solitaire en compagnie de son fils aîné. Devenu adolescent celui-ci va tenter de se rapprocher de Tomas, lui reprochant implicitement d'avoir utilisé le drame pour le dépasser et réussir sa vie professionnelle et personnelle. Après une crise conflictuelle entre l'adolescent et Tomas, les choses semblent s'apaiser.

## Fiche technique
- Titre original : Every Thing Will Be Fine
- Titre français : Every Thing Will Be Fine
- Réalisation : Wim Wenders
- Scénario : Bjørn Olaf Johannessen
- Direction artistique : Emmanuel Frechette et Sebastian Soukup
- Distribution des rôles : Heidi Levitt
- Décors : Frédérique Bolté et Jean-Charles Claveau (décors de plateau)
- Costumes : Sophie Lefebvre
- Photographie : Benoît Debie
- Son :
- Montage :
- Musique : Alexandre Desplat
- Production : Gian-Piero Ringel
- Sociétés de production : Neue Road Movies
- Distribution :  Warner Bros.  BAC Films
- Pays de production : Allemagne, Canada, Norvège, France, Suède
- Langue : Anglais
- Format : couleur - 35mm
- Genre : Film dramatique
- Durée : 118 minutes
- Dates de sortie :
  - Allemagne : présentation au Festival de Berlin le 10 février 2015 et sortie nationale le 2 avril 2015
  - France : 22 avril 2015

## Distribution

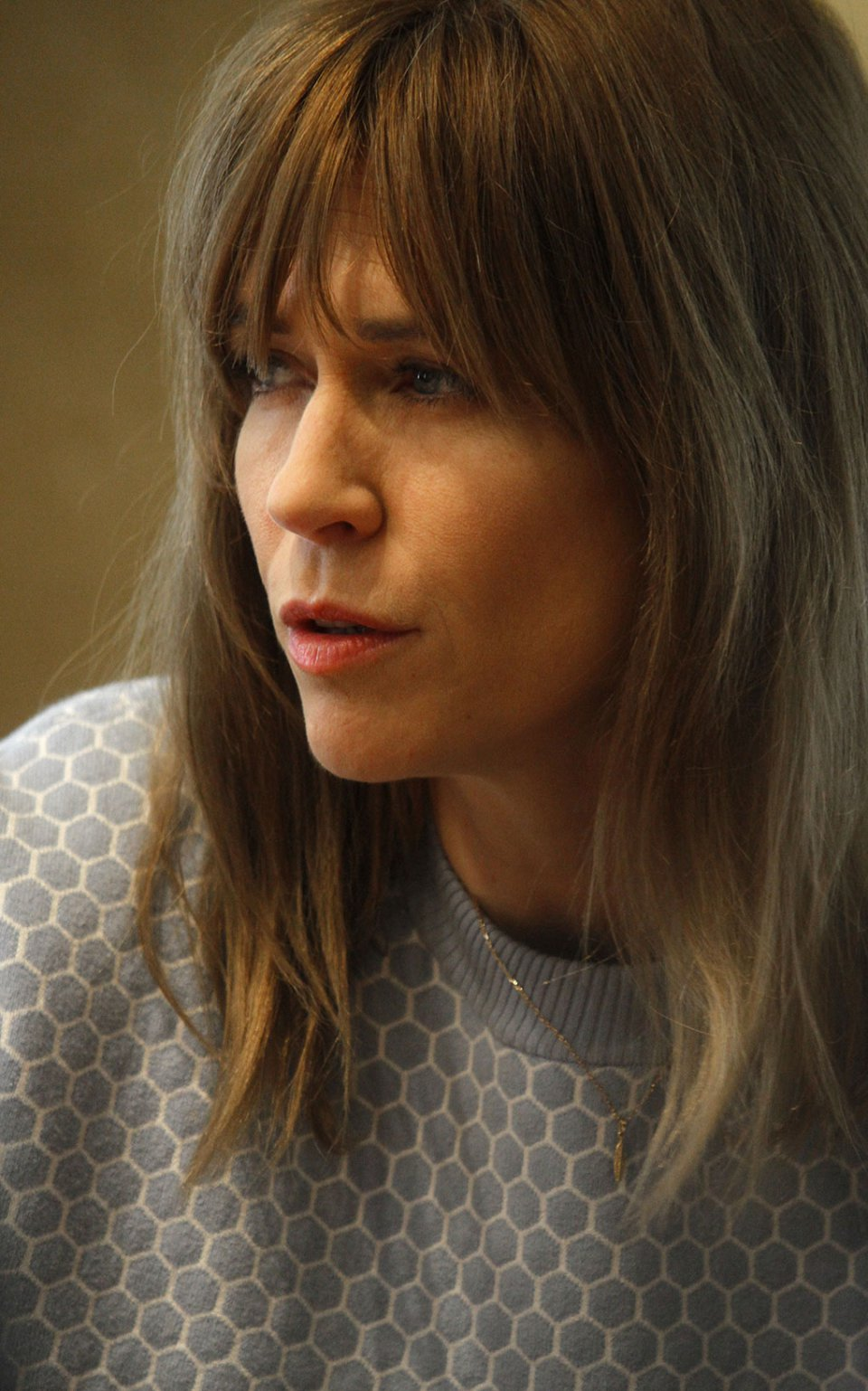
L'actrice Marie-Josée Croze, pour la promotion du film, en avril 2015.

- James Franco (VF : Félicien Juttner) : Tomas
- Rachel McAdams (VF : Chloé Stefani) : Sara
- Charlotte Gainsbourg (VF : elle-même) : Kate
- Marie-Josée Croze (VF : elle-même) : Ann
- Patrick Bauchau (VF : lui-même) : le père
- Julia Sarah Stone : Mina
- Robert Naylor : Christopher
- Peter Stormare : L'éditeur

Source et légende : version française (VF) sur le site d’AlterEgo (la société de doublage)

## Sélection
- Berlinale 2015 : sélection officielle hors compétition